# Neufmesnil
Neufmesnil é uma comuna francesa na região administrativa da Normandia, no departamento Mancha. Estende-se por uma área de 5,38 km². Em 2010 a comuna tinha 190 habitantes (densidade: 35,3 hab./km²).